# 패티 라이언
패티 라이언(독일어: Patty Ryan 파티 리안[*], 1961년 5월 6일 ~ 2023년 7월 23일)은 독일의 가수이다.